# Muraenolepis marmorata
Muraenolepis marmorata is een straalvinnige vissensoort uit de familie van de aalkabeljauwen (Muraenolepididae). De wetenschappelijke naam van de soort is voor het eerst geldig gepubliceerd in 1880 door Günther.